# Paul Waring (golfer)
Paul Waring (2 februari 1985) is een professioneel golfer uit Engeland.

## Amateur
Waring speelde van 2001 tot en met 2006 in de nationale selectie en haalde handicap +5.
Gewonnen
- 2001: English Boys Under 16 Championship
- 2002: National Association of Public Golf Clubs Under 18 Championship
- 2005: English Amateur Championship

Teams
- Jacques Leglise Trophy: 2002 (winnaars), 2003 (winnaars)

## Professional
Waring werd in 2007 professional. Hij speelde op de Challenge Tour en in het najaar haalde hij via de Tourschool zijn spelerskaart voor de Europese Tour van 2008. In 2010 speelde hij op de Europese Tour in categorie 8. Tijdens het Open de Andalucía 2010 behaalde Waring het toernooirecord van 62 (-8).